# تاريخ اليهود في الدنمارك

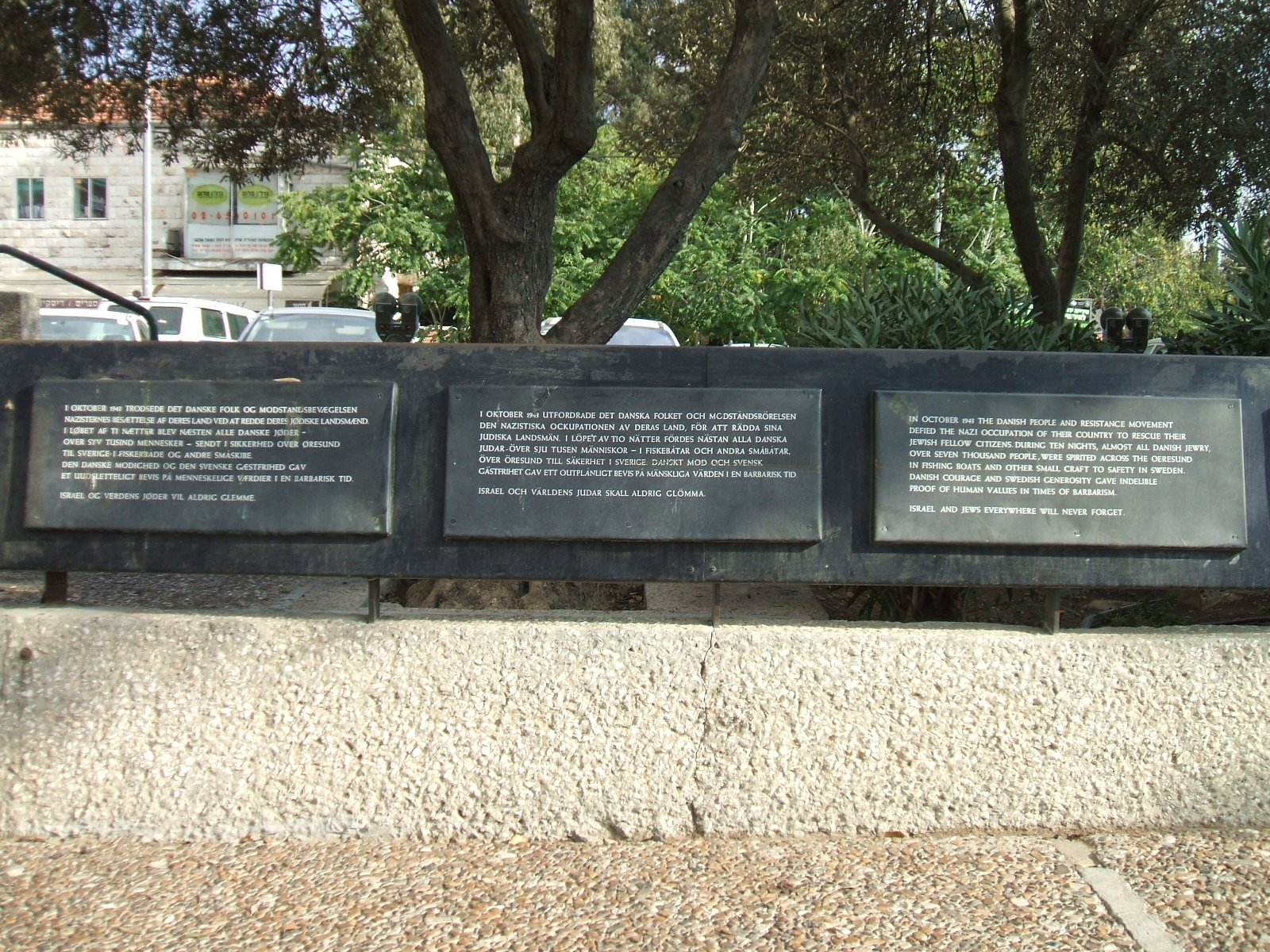
النصب التذكاري في ساحة الدنمارك. نص باللغات الدنماركية والسويدية والإنجليزية.

يعود تاريخ اليهود في الدنمارك إلى العقد الأول من القرن السابع عشر. في الوقت الحاضر، تشكل الجالية اليهودية في الدنمارك أقلية صغيرة يبلغ عددها نحو 6,000 شخص داخل المجتمع الدنماركي. بلغ عدد أفراد الجالية ذروته قبل الهولوكوست الذي شاركت خلاله حركة المقاومة الدنماركية (بمساعدة العديد من المواطنين الدنماركيين العاديين) بعمل جماعي لإجلاء نحو 8,000 يهودي وعائلاتهم من الدنمارك عن طريق البحر إلى السويد المحايدة القريبة، وهو إجراء كفل سلامة جميع يهود الدنمارك تقريبًا.

## الأصول
يضم الفن الدنماركي في العصور الوسطى رسومًا تصور اليهود -مرتدين قبعات مدببة بشكل واضح- ولكن لا يوجد دليل على أن اليهود عاشوا فعلًا في الدنمارك خلال تلك الفترة. مع انتهاء الإصلاح الدنماركي عام 1536، مُنع اليهود والكاثوليك من دخول الدنمارك.
أُنشئت أول مستوطنة معروفة على الأراضي الدنماركية بموجب استثناء ملكي، إذ أسّس كريستيان الرابع غلوكشتات على نهر إلبه في ولاية شليسفيغ هولشتاين الألمانية حاليًا في عام 1616. عندما كانت على وشك الانهيار في البداية، قرر الملك في عام 1619 السماح للتاجر اليهودي ألبرت ديونيس بالاستقرار في البلدة أملًا في ضمان نجاحها. وُسِّع هذا الاستثناء ليشمل بضعة من اليهود الآخرين، وفي عام 1628، أضفي طابع رسمي على وضعهم بوعدهم بالحماية، ومنحهم الحق في أداء شعائرهم الدينية الخاصة، وتخصيص مقبرة لهم. اكتسب ألبرت ديونيس مكانة خاصة في البلاط الملكي الدنماركي، على ما يبدو كمصدر ائتمان للمشاريع الطموحة. أقنع جبريل غوميز، الذي حصل أيضًا على مكانة خاصة، فريدريك الثالث بالسماح لليهود السفارديين بالإقامة في الدنمارك في أثناء ممارستهم التجارة. في ذلك الوقت، مُنع اليهود الأشكناز -على عكس السفارديين- من الدخول ما لم يحصلوا بشكل محدد على تصريح بمرور آمن، وفُرضت عليهم غرامات كبيرة إذا قُبض عليهم دون الوثائق المطلوبة؛ ومع ذلك، كان العديد من اليهود الذين استقروا في المملكة في السنوات التالية من الأشكناز.

## تأسيس مجتمعات دائمة
بعد حرب الثلاثين عامًا المكلفة التي خلقت أزمة مالية للتاج الدنماركي، أعلن فريدريك الثالث الملكية المطلقة في الدنمارك. ولتحسين التجارة، شجع الملك الهجرة اليهودية. تأسس أول مجتمع يهودي في بلدة فريدريكيا المنشأة حديثًا في عام 1682، وفي عام 1684 تأسس مجتمع أشكنازي في كوبنهاغن.
بحلول عام 1780، كان هناك ما يقرب من 1,600 يهودي في الدنمارك، مع أنهم جميعًا قُبلوا بإذن خاص مُنح على أساس الثروة الشخصية فقط. تعرضوا للتمييز الاجتماعي والاقتصادي، وأُجبروا لفترة وجيزة في عام 1782 على حضور الشعائر اللوثرية. لكن لم يُطلب منهم العيش في أحياء اليهود وتمتعوا بدرجة كبيرة من الحكم الذاتي.

## الهند الغربية الدنماركية
بدأ اليهود الاستقرار في الهند الغربية الدنماركية عام 1655، وبحلول عام 1796 افتُتح أول كنيس يهودي. شكلت الجالية اليهودية في أوج ازدهارها في منتصف القرن التاسع عشر نصف السكان البيض. كان أحد أوائل الحكام المستعمرين، هو جبريل ميلان، من اليهود السفارديين.

## الاندماج في الحياة الدنماركية
مع وصول حركة التنوير اليهودية إلى الدنمارك في أواخر القرن الثامن عشر، أجرى الملك عددًا من الإصلاحات لتسهيل اندماج الرعايا اليهود في المجتمع الدنماركي الأكبر، إذ سُمح لليهود بالانضمام إلى النقابات والدراسة في الجامعات وشراء العقارات وإنشاء المدارس.
أدت الحروب النابليونية وحرب غونبوت الكارثية إلى تحرير يهود الدنمارك بشكل كامل (في المقابل أدت الأحداث في النرويج إلى فرض حظر دستوري على دخول اليهود إلى النرويج). ومع ذلك، استمرت أعمال الشغب المعادية للسامية في الدنمارك في عام 1819 عدة أشهر دون وقوع أي وفيات معروفة.
من ناحية أخرى، شهدت أوائل القرن التاسع عشر ازدهارًا في حياة يهود الدنمارك الثقافية. صمم المهندس المعماري غوستاف فريدريش هيتش الكنيس الكبير في كوبنهاغن الذي يُعد معلمًا تاريخيًا عظيمًا. وسطع نجم عدد من الشخصيات الثقافية اليهودية (أو شخصيات من أصول يهودية لا تعد نفسها بالضرورة من اليهود)، من بينها راعي الفن والمحرر مندل ليفين ناثانسون، والكاتب مائير آرون غولدشميت، ومؤسس صحيفة بليتيكن، إدفارد برانديس، وشقيقه الناقد الأدبي جورج برانديس (الذي كان له عظيم الأثر في الكاتب المسرحي النرويجي هنريك إبسن) وهنري ناثانسن وآخرون.

## الازدهار وأزمات القرن العشرين
كما هو الحال في العديد من المجتمعات الأخرى، سرّع الاندماج المتزايد عملية استيعاب اليهود في المجتمع الدنماركي المهيمن، منها ارتفاع معدلات الزواج المختلط. في أوائل القرن العشرين، أدت أحداث مثل مذبحة كيشينيف في عام 1903، والحرب الروسية اليابانية في عام 1904، وسلسلة الثورات الروسية، إلى تدفق ما يقرب من 3,000 لاجئ يهودي إلى الدنمارك.
غيّر الوافدون الجدد شخصية يهود الدنمارك تغييرًا كبيرًا. ويُرجَّح أنهم كانوا بونديين اشتراكيين وليسوا متدينين، إذ أسسوا مسرحًا يديشيًا والعديد من الصحف باللغة اليديشية. خلال الحرب العالمية الأولى، أنشأت المنظمة الصهيونية العالمية في عام 1918 مكتبًا مركزيًا في كوبنهاغن لتقديم مطالب الشعب اليهودي في مؤتمر باريس للسلام. ولكن هذا لم يدم طويلًا، إذ أغلقت الدنمارك أبوابها أمام الهجرة المتزايدة في أوائل عشرينيات القرن العشرين.
من يهود الدنمارك البارزين في هذه الفترة الحاخام مردخاي شورنشتاين، أحد كبار الحاخامات في كوبنهاغن، الذي أسس حديقة حيوانات تل أبيب بعد هجرته إلى أرض إسرائيل.

## الحقبة النازية
في أبريل 1933، كان من المقرر أن يظهر كريستيان العاشر في الكنيس الكبير في كوبنهاغن للاحتفال بالذكرى المئوية لتأسيسه. عندما وصل أدولف هتلر إلى السلطة في ألمانيا في يناير 1933، اقترح زعماء الجالية تأجيل الملك زيارته. لكن الملك أصر على المجيء، وكان أول حاكم شمالي يزور كنيسًا يهوديًا. أصبح كريستيان العاشر أيضًا موضوعًا لأسطورة مدنية خالدة بأنه ارتدى نجمة داود في أثناء الاحتلال النازي تضامنًا مع يهود الدنمارك. لكن هذا غير صحيح، إذ لم يُجبر اليهود الدنماركيون على ارتداء نجمة داود. ونشأت الأسطورة على الأرجح من تقرير بريطاني عام 1942 زعم بأن الملك هدد بارتداء النجمة إذا فُرض ارتداؤها على اليهود الدنماركيين. موّل الملك لاحقًا نقل يهود الدنمارك إلى السويد غير المأهولة حيث سيكونون في مأمن من الاضطهاد النازي. أعقب ذلك فترة من التوتر شهدها السكان الدنماركيون عمومًا والمواطنون اليهود خصوصًا. سعت السياسة الدنماركية إلى ضمان استقلالها وحيادها باسترضاء النظام النازي المجاور. إلا أن الوضع أصبح أكثر تقلبًا، بعد أن احتلت ألمانيا الدنمارك عقب عملية فيزروبونغ في 9 أبريل 1940.
في عام 1943، وصل الوضع إلى ذروته عندما أمر فيرنر بيست -المفوض الألماني في الدنمارك- باعتقال جميع اليهود الدنماركيين وترحيلهم الذي كان من المقرر أن يبدأ في 1 أكتوبر تزامنًا مع روش هاشناه. حُذِّر الدنماركيون اليهود واعتُقل 202 يهودي فقط في البداية. فر 7,550 يهوديًا إلى السويد عبر مضيق أوريسند، ورُحِّل 500 يهودي إلى معسكر اعتقال تيريزينشتات. غالبًا ما توسطت لهم السلطات الدنماركية (كما فعلت من أجل الدنماركيين الآخرين المحتجزين في ألمانيا) بإرسال الطعام. من بين 500 يهودي احتجزوا، مات ما يقرب من 50 يهوديًا خلال عملية الترحيل. أنقذ الدنماركيون الباقين وعادوا إلى الدنمارك في عملية اعتُبرت واجبًا وطنيًا ضد الاحتلال النازي. حمى العديد من الدنماركيين غير اليهود ممتلكات جيرانهم اليهود ومنازلهم في أثناء غيابهم. بعد انتهاء الحرب، هاجر العديد من يهود الدنمارك إلى السويد وإسرائيل والمملكة المتحدة والولايات المتحدة.